# 徐登昆
徐登昆（1924年—2016年9月21日），山东宁津人。中国人民解放军将领、中国人民解放军上校。

## 生平
1938年5月入伍，1941年7月加入中国共产党。毕业于解放军军事学院。1983年，接替刘懋功，担任兰州军区空军司令员。1987年，由刘志田接任。
1955年，授中国人民解放军上校军衔。2016年9月21日，在北京逝世。